# Morignole

Carte de la Terre Brigasque après la partition de 1947

Morignole,,, ou Morignol en français, Morignòo en ligure brigasque et Morignolo en italien, est un hameau des Alpes-Maritimes, dépendant de La Brigue, dans la vallée de la Roya. Tour à tour, savoyard, français ou italien, c'est le seul des hameaux brigasque devenu français avec La Brigue, en 1947. 

## Origines
La tradition veut que Morignole ait été fondé au Xe siècle à l'époque où les Sarrasins se servaient de Fraxinet en Provence, à 20 km de Saint-Tropez, comme base de départ de leurs incursions dans les Alpes ; mais elle n'est pas claire quant à savoir si ce sont les Sarrasins ou des autochtones — de La Brigue ou de la  Riviera ligure — fuyant ces derniers qui seraient à l'origine du hameau. 
Le vocabulaire italo-provençal peut suggérer une étymologie topographique évoquant l'aspect « sombre » du vallon, l'élément maur- signifiant « noir », mais également évoquer les Sarrasins, les « maures », à l'instar de nombreux villages et lieux-dits de la région, « métaphore moyenâgeuse en rapport avec leur réputation, appliquée à des lieux abrupts, sauvages ou rocheux ». 
Les historiens modernes restent largement réservés sur ces traditions relayées par nombre d'érudits locaux et bien enracinées.

## Histoire
Accroché au pied du mont Bertrand, qui culmine à 2 481 m d'altitude, et juché à 980 m, il se situe à 8 km au nord-est de Saint Dalmas-de-Tende, il faisait partie jusqu'en 1860 du comté de Nice, qui appartenait alors à la maison de Savoie. En 1860, il reste italien et est réuni à la Brigue dans la province de Coni. C'est le seul des hameaux brigasque devenu français avec La Brigue, en 1947, après la Seconde Guerre mondiale. 
La population, essentiellement composée de familles de bergers, y vivait de manière permanente mais se réduisait en hiver, une bonne partie des habitants se rendant avec les troupeaux sur des pâturages réservés à La Turbie, à Mouans ou ailleurs dans le Haut-Var. Dans les années 1970, le hameau rassemble essentiellement des propriétaires d'origine monégasque.

## Monuments
L'église Saint Jacques-le-Majeur y a été édifiée en 1679 et reconstruite en 1830, avant d'être consacrée par l'évêque de Coni, Andrea Formica, en 1871. On y dénombre plusieurs statues sulpiciennes.